# Паолети (Лука)
Паолети је насеље у Италији у округу Лука, региону Тоскана.
Према процени из 2011. у насељу је живело 22 становника. Насеље се налази на надморској висини од 33 м.